# شعبية الزاوية
مدينة الزاوية، هي إحدى مناطق ليبيا. تقع في الجزء الشمالي الغربي من البلاد ضمن إقليم طرابلس التاريخي، عاصمتها تسمى أيضًا الزاوية. تضم  الزاوية ثلاث بلديات رئيسية (وفقا لقوانين الحكم المحلي الجديدة): بلدية الزاوية الوسطى، وبلدية الزاوية الجنوبية، وبلدية الزاوية الشرقية. في الشمال تتمتع محافظة الزاوية بساحل على طول البحر الأبيض المتوسط، يحدها طرابلس من الشرق، والجفارة من الجنوب الشرقي، والجبل الغربي من الجنوب، وصرمان من الغرب.
حسب تعداد عام 2012، بلغ إجمالي عدد السكان في المنطقة 157,747 نسمة. وكان متوسط حجم الأسرة في البلاد 6.9. كان هناك إجمالي 22,713 أسرة في المنطقة، منها 20,907 أسرة ليبية، وبلغت الكثافة السكانية للمنطقة 1.86 نسمة لكل كيلومتر مربع.

## جغرافيا
تتمتع الزاوية في الشمال بساحل على طول البحر الأبيض المتوسط، وتشترك في حدودها البرية مع المناطق التالية: طرابلس من الشرق، شعبية الجفارة من الجنوب الشرقي، شعبية الجبل الغربي من الجنوب، شعبية النقاط الخمس من الغرب. الزاوية هي جزء من إقليم طرابلس الجغرافية في ليبيا والذي يمتد من الشمال إلى الجنوب ويضم مجموعة من الواحات الساحلية والسهول والهضاب الجيرية التي يبلغ ارتفاعها 2000 قدم (610 م) إلى 3000 قدم (910 م).تتلقى المنطقة هطول أمطار سنوي يبلغ 16 بوصة (410 ملم). وتتميز بوفرة طبقات المياه الجوفية، على الرغم من عدم وجود أنهار دائمة.
تمتلك ليبيا في الغالب سهلًا متموجًا ومنبسطًا وهضبة عرضية بمتوسط ارتفاع يبلغ حوالي 423 مترًا (1388 قدمًا)، وتغطي الصحراء حوالي 91 في المائة من الأراضي، مع 8.8 في المائة فقط من الأراضي الزراعية (و1 في المائة فقط من الأراضي الصالحة للزراعة) و0.1 في المائة من الغابات. الموارد الرئيسية هي النفط والجبس والغاز الطبيعي. مناخ المناطق الساحلية هو مناخ البحر الأبيض المتوسط، بينما تسود الظروف الصحراوية في سائر المناطق، العواصف الترابية التي تستمر من أربعة إلى ثمانية أيام شائعة خلال فصل الربيع. يشكل إقليم طرابلس المنطقة الشمالية الغربية من ليبيا، بينما تحتل برقة الجزء الشرقي وفزن في الجنوب الغربي.

## مناطق شعبية الزاوية
- جوددائم.
- بئر ترفاس.
- ناصر.
- بئر الغنم.
- أبو صرة.
- الحرشة.
- الصابرية.
- القراوة، الصابرية.
- أبو عيسى.
- الماية.
- مخطط الماية.
- الحشان.
- الطينة.
- الزوابة.
- بحر فرنكة.
- الطويبية.
- الجعادة.
- أولاد بن يوسف.
- الأنقار.
- محبوبة.
- المعمورة.
- رأس رياح.
- الزهراء.
- المنقع.
- قرقوزة.
- خرسان، صبراتة.
- العلالقة، صبراتة.
- وسط المدينة، صبراتة.
- غرب الزاوية.
- سكنية المصفاة.
- بئر هويسة.

## الأندية الرياضية
- نادي الأولمبي
- نادي أساريا
- نادي ابن زيدون بالحرشة
- نادي الانتفاضة بالمطرد
- نادي الوطن بأبي عيسى
- نادي الرفيق بمدينة صرمان
- نادي الوفاق بمدينة صبراتة
- نادي المستقبل بمدينة الجميل
- نادي الجزيرة بمدينة زوارة

## الموانئ
ميناء الزاوية مرسي ديلة، كما يوجد بالمدينة مصفاة نفطية (مصفاة الزاوية لتكرير النفط) وهي شركة ليبية مساهمة تقع شمال غرب مدينة الزاوية

## الغابات
- غابة جوددائم
- غابة بن يوسف

## وصلات خارجية
- خبار بلادي.. ليبيا.. محافظة الزاوية